# バンザイ突撃
バンザイ突撃（バンザイとつげき）は、太平洋戦争中に実行された、玉砕前提の突撃のことである。

## 概要
戦術的な意味よりも、「捕虜になる位なら誇り高く潔く死ぬ」という思想のあらわれとも言われ、敵軍優勢の中、補給や増援を望めず撤退も不可能な状況の日本兵が、自決する際のように「天皇陛下万歳」「大日本帝国万歳」などの雄叫びを上げて突撃する事を指す。「万歳」の喊声とともに敢行されることから、連合軍兵士から「バンザイ・アタック」（Banzai attack）または「バンザイ・チャージ」（Banzai charge）と呼ばれ、バンザイ突撃とはこれが和訳されたものとされる。
英語から再輸入された日本語由来の言葉であるので、漢字で「万歳突撃」と書かれることもある。なお日本陸軍の『歩兵操典』など教範では、突撃に際して「突っ込め」の号令にて喊声を発すると記しているが、喊声の具体的な文句については規定されず、夜間の突撃では喊声を発しないとされていた。

## 戦術的意義
島嶼部での戦いでは、長期の包囲により備蓄した食糧弾薬が不足し、輸送船も沈められ補給が望めない日本軍によって行われたが、自動火器や火砲の充実したアメリカ軍に対し、武器弾薬の欠乏した日本軍が突撃によって勝利した事例は無い。
これに対し、アッツ島の戦いやタラワの戦い・ビアク島の戦い・ペリリューの戦い・硫黄島の戦い・沖縄戦・ソ連対日参戦などではこうした自殺的突撃が戒められ、防御線を敷いた持久型の縦深防御戦術が採られた。
ペリリュー島で戦った海兵隊員ユージーン・スレッジは自著に、バンザイ突撃が始まり、これを撃退すれば早々に決着がつくので、むしろ行われるのを待ち望んでいたと記している。設置した重機関銃をバンザイ突撃に対し左右一方から反対サイドに水平掃射すれば事は片付き、また、日本軍がバンザイ突撃をかける際には、その前にざわついたり、逆に水盃を交わして静まりかえったりするので、タイミングも非常に分かりやすかったとされる。
一方で、バンザイ突撃とは異なり、夜戦で静かに極力接近してからの白兵突撃は海兵隊にとっても脅威となった。

## 米陸軍第442連隊戦闘団における「バンザイ突撃」
第二次世界大戦の欧州戦線において、日系人のみで編成されたアメリカ陸軍の「第442連隊戦闘団」は、日本語の「バンザイ」を含む各種の雄叫びを上げての突撃を実行した。ただし、「進退窮まった部隊が最後の戦術として行う自殺的な突撃」を意味する「バンザイ突撃」とは別物で、戦術としての、鬨の声を上げての白兵突撃である。用いられた言葉も「バンザイ」だけではなく、ピジン英語で「死ね」という意味の「マケ」、日本語の「バカヤロー」など、個々の兵士の叫び声がこだまし、その絶叫は近隣の村にまで響く程であったという。
一説には1943年11月3日のナポリ南方、ボルツレノ川渡河作戦で、ドイツ軍狙撃兵に対しスコップを武器として突撃をかけたのが最初とされる。この時は個人による突撃に続いた小隊規模のものであったが、後に戦闘の決着をつける、着剣しての白兵突撃が中隊単位でも行われるようになった。もっとも、日系部隊に限らず最後の突撃は一般的に見られたが、特にブリュイエール（ブリエラ）の解放を巡る戦いでこの戦法が多用され、戦場となった丘は記録者により「バンザイヒルズ」と命名され、アメリカ国務省に報告されたという。

## ロシア軍における「バンザイ突撃」
2022年ロシアのウクライナ侵攻において、ロシア軍がウクライナ軍に対して1日24時間絶え間なく1時間に一回程度、分隊位の人数で日本語のバンザイを叫びながら突撃した。これは、バンザイ突撃をしてくるロシア軍に対してウクライナ軍が応射することで、ロシア軍がウクライナ軍の陣地の場所を特定するために行ったものだと考えられる。